# Вишнёвка (напиток)

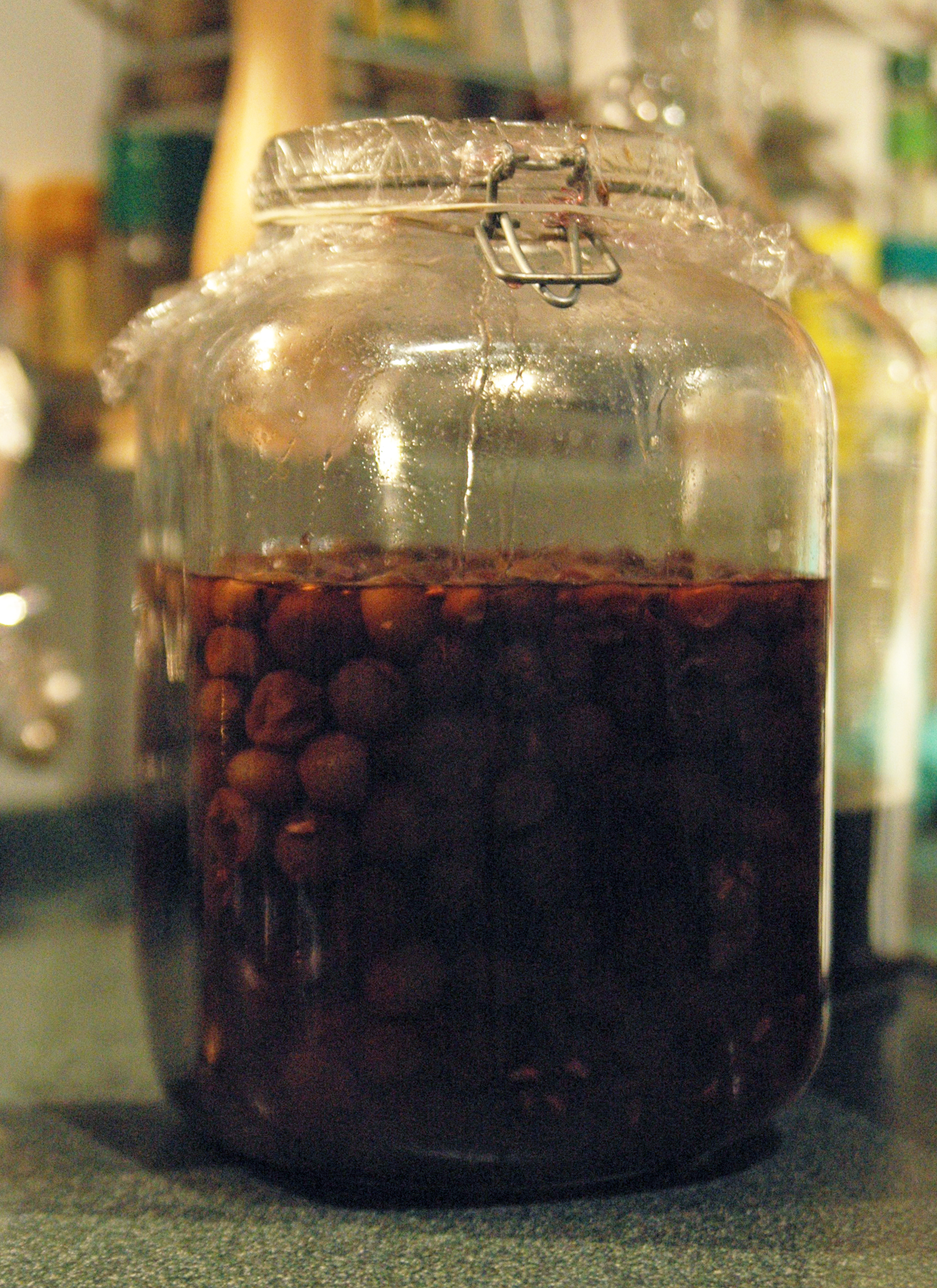
Сбраживание ягод вишни

Вишнёвка (вишняк, вишнёвый ликёр) — алкогольный напиток из вишни. Этим термином могут обозначать как вишнёвое вино, полученное сбраживанием ягод вишни с добавлением сахара, так и более крепкую наливку или настойку на спирте (водке). Обычно вишнёвка изготавливается в домашних хозяйствах и редко встречается в продаже. Является одним из самых популярных плодово-ягодных вин и наливок.

## Рецепт настойки
Ёмкость заполняют ягодами, заливают водкой, настаивают 10-12 дней. Затем её сливают. Вишни снова заливают водкой на чуть больший срок, примерно на 2 недели. Затем повторяют действия в третий раз и настаивают до двух месяцев. Полученные настойки смешивают.

## Рецепт наливки
Существует множество способов приготовления вишнёвой наливки, которые отличаются временем сбраживания, добавлением воды и спирта на различных этапах приготовления напитка. Для хорошего брожения вишню желательно не мыть, чтобы не удалить с кожицы дикие дрожжи. Ягоды засыпать в бутыль и пересыпать сахаром. Завязать бутыль марлей и поставить в тёплое место, чтобы вишня перебродила, на это уходит 4-6 недель. Также можно установить пробку с гидрозатвором, или закрыть ёмкость резиновой перчаткой с маленькой дырочкой, которая со временем поднимается («голосует») из-за выделяющегося газа. О прекращении брожения свидетельствует прекращение выделения пузырьков газа в воду или опавшая перчатка. После этого необходимо жидкость разлить в бутылки, закупорить и поставить в холодное место. Другой рецепт: сразу заливать ягоды с сахаром и водкой.
Также можно осуществить крепление практически готовой вишневки спиртом или водкой, это поднимет градус вишневки и прекратит брожение.
Оставшуюся вишню можно снова залить водкой и приготовить настойку, или использовать для приготовления десертов.
Раньше вместо сахара использовали мёд, закупоривали вишнёвку для созревания в крепкие бочки, иначе выделяющийся газ мог их разорвать. Ставили в погреб на 3 месяца, готовую хранили в погребе.